# José Robles
José Angel Florencio Robles López (nascido em 8 de outubro de 1964) é um ex-ciclista colombiano. Competiu representando a Colômbia no ciclismo nos Jogos Olímpicos de Verão de 1992. Durante sua carreira, foi apelidado de El Panamericano.